# Гірнича промисловість Бразилії
Гірнича промисловість Бразилії.

## Загальна характеристика
Частка Б. у видобутку мінеральної сировини у світі невелика — менше 1 %. Наприкінці XX ст. в структурі галузі бл. 26 % припадає на паливо, бл. 59 % — на руди чорних, 4 % — кольорових, 6-7 % — рідкісних і благородних металів і 4 % — на неметалічну сировину; 80 % продукції випускається під контролем держ. сектора, 15 % — іноз. монополій і 5 % — нац. приватних фірм. Найбільші гірничодобувні компанії Б.: «Petrobras», «Companhia Vale do Rio Doce» («CVRD»), «Mineraçäo Morro-Velho» («MMV»), «Mineraçoes Brasileiras Reunidas» («MBR»), «Industria Comercio Mineroes» («ICM»), «Mineraçäo da Trinidade S.А.» («MTSA»). Провідна галузь країни — залізорудна. Гірнича пром-сть Б. з 1990-х років перебуває в стадії підйому.
Основна частина експортної мінеральної сировини направляється в США, країни Західної Європи і Японію. У 2000 обсяг експорту мінеральних ресурсів збільшився до 12 млрд дол. США, що на 19,4 % більше, ніж у 1999 р.
Інвестиції у розвідку нових родовищ к.к. у 2000 р. склали 134 млн дол. США. У гірничій галузі велику роль відіграє іноземний капітал, особливо США, а також Канади, Японії, Франції і інш. країн.
У провідному в гірничому відношенні штаті Ріу-Гранді-ду-Сул виділено 15 гірничих промислових районів. Найістотніші мінерально-сировинні ресурси штату включають вугілля, будівельні матеріали, дорогоцінні камені, вапняк і каолін, які забезпечують 98 % прибутку мінерально-сировинного сектора економіки країни. В регіоні Плато виділені райони Alto Vruguai (аметист), Salto do Jacui (агат), Lajeado (аметист і агат) і Nova Prata (блоковий камінь).
Наприкінці XX ст. (1998) мінерально-сировинний сектор економіки Бразилії мав позитивну динаміку, видобував товарної первинної залізорудної продукції 207 млн т (експорт 143 млн т на суму 3,06 млрд дол), бокситів 13,5 млн т, в тому числі компанією Mineral Ecao Rio do Norte 10,1 млн т, міді в концентратах 33,5 тис. т, Sn в концентратах 14,6 тис. т, Zn 177 тис. т, Mn в конц-тах 2,18 млн т, Ni в металі і феронікелі 26 тис. т, вугілля — 8,6 млн т, хромітів в перерахунку на Cr2О3 90,0 тис.т, ніобійвмісної продукції в перерахунку на Nb2О5 28,0 тис.т, калійних солей в перерахунку на K2О 326 тис.т, азбесту 198,3 тис.т; каоліну 1380 тис.т, флюориту 65,5 тис.т, гіпсу 1220 тис.т., магнезиту збагаченого 292 тис.т. Динаміка видобутку мінеральної сировини подана в табл. 1, а дані про її експорт — в табл. 2. Видобуток міді, свинцю, цинку, нікелю в Б. ведеться переважно для внутрішнього ринку.
Табл. 1. Динаміка видобування корисних копалин в Бразилії (т).
| Корисна копалина       | 1999    | 2000    | 2001    |
| Залізні руди (млн т)   | 194,0   | 212     | 215     |
| Боксити (млн т)        | 13,8    | 13,8    | 13,1    |
| Вугілля1 (млн т)       | 5,72    | 6,79    | 5,64    |
| Фосфати[[2 (млн т)]]   | 4,34    | 4,72    | 4,80    |
| Марганець² (млн т)     | 1,64    | 1,92    | 2,21    |
| Мідь³                  | 31 371  | 31 786  | 34 448  |
| Олово³                 | 13 200  | 13 773  | 13 048  |
| Хром4                  | 190 000 | 253 248 | 174 040 |
| Нікель5                | 32 268  | 31 991  | 32 622  |
| Ніобій6                | 18 866  | 18 218  | 24 864  |
| Калій7                 | 348 231 | 351 681 | 357 232 |
| Цинк³                  | 98 590  | 100 254 | 103 000 |
| Золото, кг             | 51 000  | 52 000  | 54 000  |
| Азбест                 | 188 400 | 209 232 | 172 695 |
| Каолін² (млн т)        | 1,52    | 1,64    | 1,81    |
| Флуорит                | 38 200  | 43 000  | 54 000  |
| Гіпс (млн т)           | 1,45    | 1,54    | 1,45    |
| Магнезит²              | 260 000 | 280 000 | 265 000 |
| Природний газ (млн м³) | 11 456  | 13 327  | 14 045  |
| Нафта (тис.м³)         | 64 614  | 74 000  | 77 600  |

Джерело: DNPM/DIRIM;
SMM/MME.
1 товарне вугілля; ² концентрат; ³
вміст металу; 4 вміст Cr2O3 ; 5
електролітичний нікель, металевий зміст в феронікелевому сплаві; 6 вміст
Nb2O5; 7 вміст K2O.
Табл. 2. Бразильський експорт мінеральної сировини і металів (в млн дол. США та тоннах).
| Мінеральна сировина  | 2000    | 2000     | 2001    | 2001     |
| Мінеральна сировина  | Обсяг   | Вартість | Обсяг   | Вартість |
| Залізна руда (млн т) | 158,0   | 3 048,2  | 156,0   | 2 932,0  |
| Боксити (млн т)      | 4,16    | 113,1    | 3,43    | 98,5     |
| Марганець (млн т)    | 1,02    | 46,5     | 1,20    | 56,2     |
| Хроміт               | 142 532 | 9,3      | 78 514  | 5,3      |
| Азбест               | 63 133  | 27,5     | 53 917  | 21,2     |
| Каолін (млн т)       | 1,39    | 151,5    | 1,44    | 157,0    |
| Графіт               | 17 993  | 19,0     | 12 785  | 13,4     |
| Магнезит             | 78 961  | 10,5     | 56 508  | 6,7      |
| Виробний камінь      | 1,01    | 270,0    | 1,01    | 255,2    |
| Залізо (млн т)       | 9,60    | 2 717    | 9,29    | 2 278    |
| Алюміній (млн т)     | 0,89    | 1 489    | 0,72    | 1 166    |
| Олово                | 7 124   | 34,99    | 6 454   | 26,02    |
| Мідь                 | 70 828  | 137,45   | 67 911  | 117,14   |
| Кремній металічний   | 154 009 | 167,16   | 104 540 | 113,34   |
| Нікель               | 28 518  | 161,68   | 29 963  | 108,17   |
| Феромагнезит         | 133 417 | 57,94    | 87 837  | 37,24    |
| Ферохром             | 135     | 0,26     | 143     | 0,28     |
| Фероніобій           | 27 928  | 244,04   | 28 929  | 252,54   |
| Феронікель           | 6 655   | 16,67    | 2 518   | 4,71     |
| Ферокремній          | 182 198 | 122,09   | 110 232 | 182,19   |
| Цинк                 | 24 548  | 28,90    | 24 506  | 22,62    |

Джерело: MME/SMM; SECEX-MDIC.

## Окремі галузі
Нафта і газ. Потреби Бразилії в нафті за рахунок власних ресурсів у 1990-х рр. задовольнялися приблизно наполовину. Видобуток наприкінці XX ст. вела державна нафтова компанія «Петробраз» (36 млн т в 1995) на шельфі Ріо-де-Жанейро, в районі Реконаву (шт. Байя) і в гирлі р. Сан-Франсіску (штати Сержипі і Алагоас).
На 1.01.2001 р в країні діяло 6285 свердловин, що давали нафту і конденсат. Видобуток нафти зростає, 1997 — 48,81 млн т, 1999 — 55.75 млн т, 2000 — 62.75 млн т, 2001 — бл. 75 млн т. Понад 85 % бразильської нафти добувається на шельфі, глибина розробок збільшується. Понад 60 % свердловин буриться на морських глибинах, що перевищують 400 м, біля чверті — на глибинах понад 1800 м, в тому числі рекордних: пошукова свердловина 1-RJS-538 пробурена східніше за родовище Марлін в акваторії глибиною 2444 м. На родовищі Ронкадор добувне судно діє на глибині 1853 м. З глибоких акваторій (глибина дна 400—1000 м) добувають 70 % бразильської нафти.
На базі переробки нафти діють великі нафтохімічні комплекси в Кубатані (шт. Паулу), Камасарі (шт. Баія) і в штаті Ріу-Гранді-ду-Сул.
Видобуток природного газу становив у 1997 — 9,847, 1998 — 10,833 млрд м³. У НГБ Кампус видобуток газу в 2001 становить 5.5 млрд м³/рік.
В 2001 стали до ладу видобувні комплекси на родов. Кампус-ді-Курал та Іштрела-ду-Мар в НГБ Сантус. Інвестиції, що становили 76 млн дол., вклали в цей проект компанії Petrobras (35 %) і Quieroz Galvao (30 %) з Бразилії і Coplex (27.5 %) і Starfish (7.5 %) зі США. У пік видобутку родовища будуть давати близько 800 тис. т нафти на рік. У середині 2003 р. намічено ввести в експлуатацію родовище Біжупіра-Салема (проект компанії Enterprise Oil).
У 2002 р бразильська національна нафтова компанія Petrobras оголосила про нове велике відкриття на півночі НГБ Кампус. Початкові запаси оцінені в 600 млн барелів н. е. (бл. 80 млн т н. е.). Згідно з розрахунками, видобуток з родовища повинен скласти бл. 1 млн т на рік. Родовище розташоване в 50 мор. милях від узбережжя штату Еспіріту-Санту, на глибині 1247 м. Свердловина-піонер 1-ESS-100 закінчена бурінням у січні 2001 р. У ній розкритий нафтовий поклад висотою 45.7 м. У травні 2002 р. свердловиною 6-ESS-109D висота покладу збільшена до 122 м; крім того, відкритий другий нафтовий поклад висотою 24.4 м. Розробка родовища почнеться в IV кв. 2003 р [World Oil. 2002. V.223, № 9].
За оцінкою компаній Petrobras, Ildo Sauer, Бразилії для розвитку її газового ринку необхідні інвестиції в обсязі 20-30 млрд дол. З них на здійснення пошуково-розвідувальних робіт і видобутку, а також на імпортні операції потрібно затратити 2-3 млрд дол. Ще 5 млрд дол. потрібні на створення транспортної інфраструктури. На розвиток газорозподільної мережі треба 10-15 млрд дол.; додаткові кошти будуть витрачені на необхідне обладнання. На думку експертів Petrobras, попит на газ, крім потреб тепло- і електростанцій, перевищить 80 тис. куб.м/добу, що вдвічі перевершує сучасні потреби. Незважаючи на підтримку розвитку газового ринку країни з боку бразильського банку розвитку, BNDES, будуть потрібні інвестиції з боку приватного сектора в розмірі 10 млрд дол. [Petroleum Economist. 2003. V.70, P. 11].
Вугілля. Родовища кам'яного вугілля розробляються в штатах Санта-Катаріна і Ріу-Гранді-ду-Сул. Вугілля високозольне, невисокої якості. Річний видобуток кам'яного вугілля наприкінці XX ст. не перевищує 5 млн т.
Залізорудна підгалузь. Виробництво товарної залізорудної продукції наприкінці XX ст. становило: 1995 р. — 150 млн т залізняку, експорт 120 млн т. 90 % руди — високосортні гематити Ітабіри (шт. Мінас-Жерайс) і Каражаса (шт. Пара); 1998 р. — 207 млн т, експорт 143 млн т вартістю 3,06 млрд дол. У загальному обсязі, 85 % продукції виробляли на підприємствах 6 компаній, включаючи CVRD, MBR і Samarco Mineracao. Експорт продукції компаніями CVRD і MBR склав відповідно 81,8 і 22,7 млн т на суму 1,76 і 0,41 млрд дол. Компанія Samarco в 1997 р. закінчила реконструкцію свого підприємства з виробництва залізорудних котунів із збільшенням продуктивності від 5,8 до 12 млн т/рік. Компанія MBR відклала свій план збільшення виробництва продукції до 32 млн т/рік з 2002 на 2004 р [Mining J. — 1999. — Annual Rev.].
Видобуток Fe-руд у Бразилії в 2000 і 2001 рр. відповідно склав 208,8 і 208,7 млн т; Експорт Fe — руд з Бразилії в 2000 і 2001 рр. склав 160,1 і 155,7 млн т [Mining J. — 2002. — 339, № 8693. — Р. 25-27]. Динаміка експорту негативна.
Чорна металургія повністю забезпечена власним високоякісним залізняком. Значна частина коксу імпортується; досі застосовується деревне вугілля. За виплавкою чавуну і сталі (бл. 26 млн т) Бразилія вийшла на 8-е місце у світі. Провідні підприємства галузі розташовані в Волта-Редонда (шт. Ріо-де-Жанейро), Тубарані (шт. Санта-Катаріна), Сабаре, Жуан-Монльоваді, Белу-Оризонті і Іпатінге (шт. Мінас-Жерайс), Луїсі (шт. Мараньян). Всі вони належать іноземному капіталу (головним чином США, Японії, Франції і Бельгії).
Марганець. У 1995 було видобуто бл. 2 млн т марганцевої руди (головним чином в штатах Мінас-Жерайс, Пара і Амапа), з них понад 80 % — на експорт. Розробка родовищ здійснюється відкритим способом, збагачення — гравітаційними методами.
У кольоровій металургії найрозвиненіше виробництво алюмінію, що контролюється капіталом США і Канади. Воно зосереджене на південному сході (в Сорокабе, Посус-ді-Калдас, Валесул) і в Баркарена (поблизу Блекота, шт. Пара) і діє на базі бокситів з Тромбетаса і Парагомінаса і енергії ГЕС Тукуруї.
Боксити. Бразилія — один з великих світових виробників бокситів. Видобуток бокситів в Бразилії наприкінці XX ст.(1998) становив 13,5 млн т, в тому числі консорціумом на чолі з CVRD-Aluvale 10,1 млн т. Експорт 4,3 млн т на суму 122 млн дол.
Стратегічні метали та інша сировина. Бразилія постачає на світовий ринок стратегічну сировину: вольфрам, ніобій, берилій, тантал, цирконій, кристалічний кварц і слюду. Бразилія є провідним продуцентом ніобію у світі (88 % світового виробництва концентратів з вмістом п'ятиоксиду ніобію 59-65 %). Росте видобуток радіоактивних мінералів, що містять уран (Посус-ді-Калдас, Олінда, шт. Пернамбуку), торій (Араша, шт. Мінас-Жерайс), монацитових пісків (шт. Еспіріту-Санту).
З 1987 р в рудному вузлі Пітінга почався видобуток з розсипів колумбіту, а з 1991 і танталіту. Відробляння алювіальних розсипів на ріках Мала Мадейра, Жабуті і Кейшада ведеться з використанням сучасної економічної високопродуктивної техніки різними методами. У відносно недоступних районах застосовується гідравлічне землерийне обладнання, що включає монітор, пісковий насос і малу мобільну збагачувальну фабрику. На затоплених площах вздовж малих рік видобуток каситериту ведеться за допомогою встановленого на плаваючій платформі екскаватора типу «зворотна лопата» і плаваючої мийної установки (рудомийки) або роторної землечерпалки. Технологія збагачення включає гравітаційну і електромагнітну сепарацію. Олов'яний концентрат із вмістом олова до 60 % для подальшої переробки надходить на металургійний завод в м. Паулу, що належить компанії Mamore Mineracao е Metalurgica, також що входить в Paranapanema Group. Для переробки олово-тантал-ніобієвих концентратів було проведено переобладнання хімічного заводу Пірапора поблизу м. Паулу. Проектна потужність цього підприємства — 700 т пентоксиду ніобію і 90 т пентоксиду танталу на рік; планується збільшення виробництва пентоксиду танталу до 120—130 т/рік. З середини 90-х років по мірі виснаження розсипів родовища Пітінга почалося скорочення виробництва олова. Тому тантал, ніобій і цирконій стали грати вирішальну роль в підтримці рентабельності підприємства. Компанія Paranapanema впроваджує нові, більш економічні методи видобутку і переробки — аґломерацію каситеритового концентрата, дво- і одностадійний процес виплавки олова.
Бразилія є одним зі світових лідерів виробництва ніобієвої продукції (підприємство Araxa компанії СВММ). Сировинна база — пірохлор. Динаміка підгалузі наприкінці XX ст. позитивна.
Уран. Попри те, що країна володіє шостими за величиною розвіданими запасами урану (600 тис. т), а з 1980-х років — і власною технологією збагачення, Бразилія до 2003 р. відправляла уранову сировину в Канаду, де його конвертують в гексафлуорид урану (UF6), який потім збагачують в Європі і повертають в Бразилію для використання на двох енергоблоках АЕС «Ангра», які виробляють 4,3 % електроенергії в країні.
Видобуток урану в Бразилії у 2002 р. становив 273 т [World Nuclear Association]. У 2002 р. став до ладу завод зі збагачення урану. Пуск нового підприємства дозволяє Бразилії виробляти ядерне паливо для своєї АЕС і на експорт. У опублікованій заяві Бразильського ядерного інституту зазначається, що Бразилія стала восьмою країною у світі, яка володіє центрифужною технологією розділення ізотопів урану. Збагачувальний завод розташований на майданчику компанії «Industrias Nucleares Brasileiras» (INB) в м. Резенда, штат Ріо-де-Жанейро, його спорудження обійшлося в 140 млн доларів. Там вже виготовляються паливні таблетки з порошку діоксиду урану. Очікувана економія від роботи підприємства складе бл. 13 млн дол.
Планується, що до 2010 року 60 % урану, що використовується на блоках № 1 і 2 АЕС «Ангра», збагачуватиметься в Бразилії. До 2014 року країна збирається перейти на повну самозабезпечення збагаченим ураном і навіть відправляти його на експорт. Потенційними покупцями бразильської продукції можуть стати США і Франція, що активно розвивають свою ядерну енергетику.
Золото. Загальний видобуток Au з 1700 р. оцінюється в 2972 т, в тому числі з 1700 по 1821 р. — 939, з 1822 по 1889 р. — 161 і з 1890 по 2000 р. — 1872 т. Наприкінці 1970-х початку 1980-х років в різних частинах Амазонії були відкриті родовища золота, що викликало справжню золоту лихоманку. Туди прибуло понад 300 тис. старателів, а потім і компаній-гігантів світової золотопромисловості з Канади, США і ПАР. За 1990—1995 видобуток золота зріс з 40 до 80 т на рік. Виробництво золота Бразилії в 2001 оцінюється бл. 54 т.
Дорогоцінні і напівдорогоцінні камені. У Бразилії добувають дорогоцінні і напівдорогоцінні камені — алмази (алмазоносний район Діамантина), топази, сапфіри, аквамарини. Видобуток алмазів з 1728 р. становив 22438 тис. карат, в тому числі з 1728 по 1947 р. 6066, з 1948 по 1957 р. 1934 і з 1958 по 2000 р. 14438 тис. карат [Cienc. e cult. — 1999. — 51, 3-4. — Р. 287—301].
Калійні солі. За оцінкою Геологічної служби США в 2000 р. (в дужках дані за 1999 р.) у Бразилії видобуто 350(348) тис. т калійних солей в перерахунку на K[2]О (10-е місце після Канади, Бєларусі, Росії, ФРН, Ізраїлю, США, Йорданії), у світі — 25,552(25,239) млн т.

## Геологічна служба. Наукові установи. Підготовка кадрів. Друк
Див. Гірнича наука, освіта та преса Бразилії